# 土師の里8号墳
土師の里8号墳（はじのさとはちごうふん）は、大阪府藤井寺市道明寺にあった古墳。形状は方墳。古市古墳群を構成した古墳の1つ。現在では墳丘は失われている。円筒棺及び鉄製品は藤井寺市指定有形文化財に指定されている。

## 概要
大阪府東部、藤井寺市・羽曳野市・松原市にまたがる大古墳群である古市古墳群のうち、三ツ塚古墳と鞍塚古墳の間の位置に築造された古墳である。1991年（平成3年）の発掘調査において、墳丘上半部が削平された埋没古墳として発見されている。
墳形は方形で、一辺11.5メートルを測った。墳丘周囲には周溝が巡らされる。埋葬施設は墳丘中央部における円筒棺3基で、上部を粘土で被覆した粘土槨構造である。3基のうち最大規模の第1主体部（中央施設）では、棺内から人骨片が出土し、被葬者は若年男性とみられており、棺内外から多数の鉄製品が出土している。また、第2主体部（北施設）からも鉄剣・ヤリ先・鉄鉾が出土しているが、第3主体部（南施設）からは副葬品は出土していない。
築造時期は、古墳時代中期の5世紀後半頃と推定される。一帯では円筒棺墓が多数確認されており、古市古墳群の築造に関わる土師氏一族との関係が指摘される地域として知られる。そうした円筒棺墓群の中にあって、本古墳は小規模ながら墳丘を有し、副葬品として鏡・装身具を欠く一方で実用的な鉄製品を伴う点で特色を示しており、実務的な土師氏の族長クラスの被葬者像が示唆される。
円筒棺及び鉄製品は2024年（令和6年）に藤井寺市指定有形文化財に指定されている。

## 遺跡歴
- 1991年（平成3年）、共同住宅建設に伴う土師の里遺跡の発掘調査の際に、埋没古墳として発見（藤井寺市教育委員会、1994年に報告）。
- 2024年（令和6年）3月14日、円筒棺及び鉄製品が藤井寺市指定有形文化財に指定。

## 埋葬施設

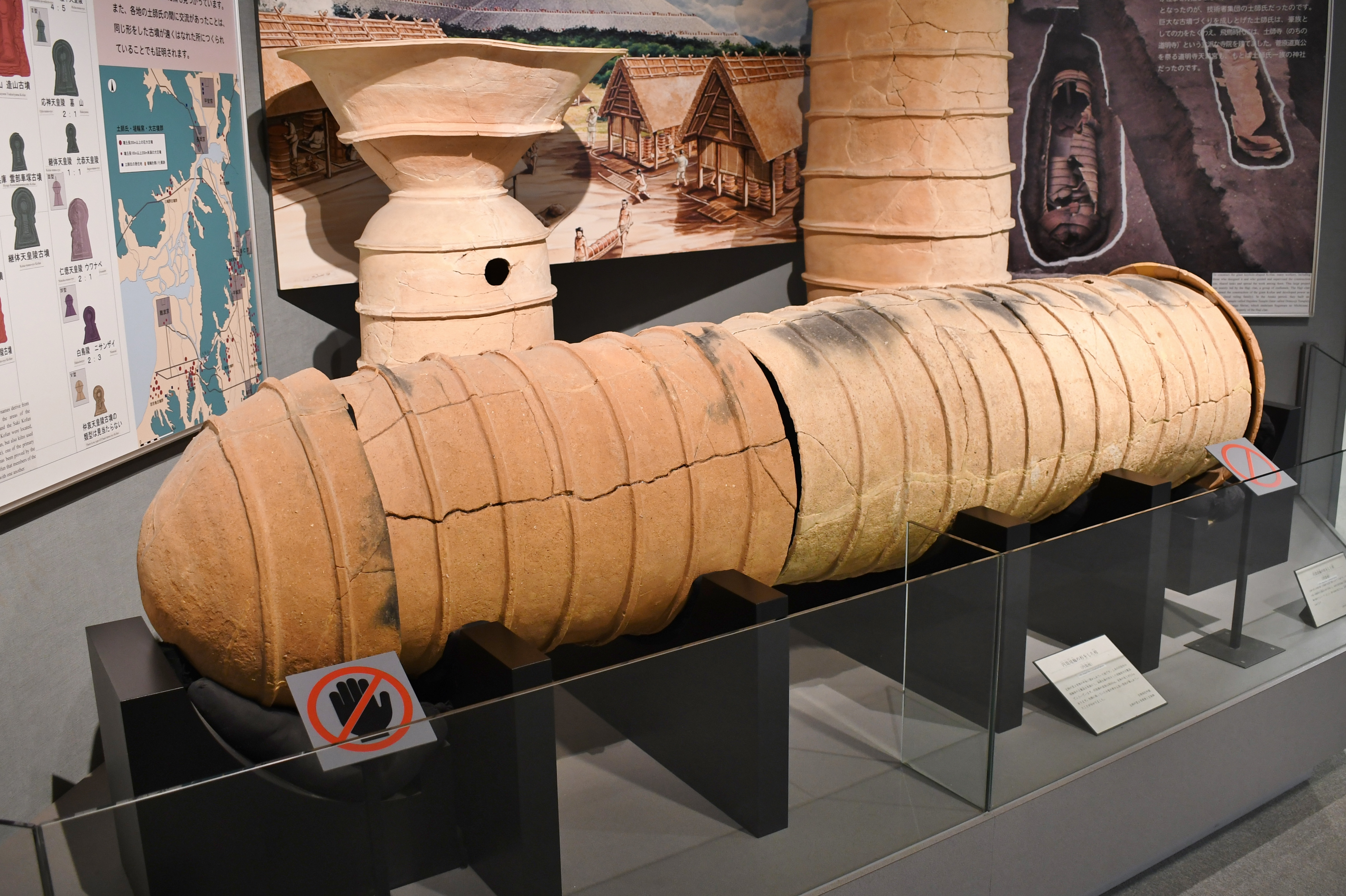
第1主体部 円筒棺アイセルシュラホール展示。

埋葬施設としては、墳丘中央部において円筒棺3基が確認されている。3基の詳細は次の通り。
- 第1主体部（中央施設）
3基のうち最大。棺身部には円筒埴輪形の棺専用品2本を接合し、棺専用の椀形品で閉塞する。棺の上部は粘土で被覆し、粘土槨構造とする。
棺内には人骨片が遺存しており、被葬者は若年男性とみられる。副葬品として、棺内から鉄刀・鉄剣が、粘土槨上から鉄鏃・鉄斧・U字形鋤先・鉄鎌が出土している。
- 第2主体部（北施設）
棺身部は円筒埴輪形の棺専用品1本とし、蓋形埴輪片・家形埴輪片で閉塞する。棺の上部は粘土で被覆し、粘土槨構造とする。
副葬品として、棺内から鉄剣が、棺外からヤリ先・鉄鉾が出土している。
- 第3主体部（南施設）
棺身部は朝顔形円筒埴輪の胴部とし、口縁部片と棺専用の椀形品で閉塞する。副葬品は出土していない。

## 出土品

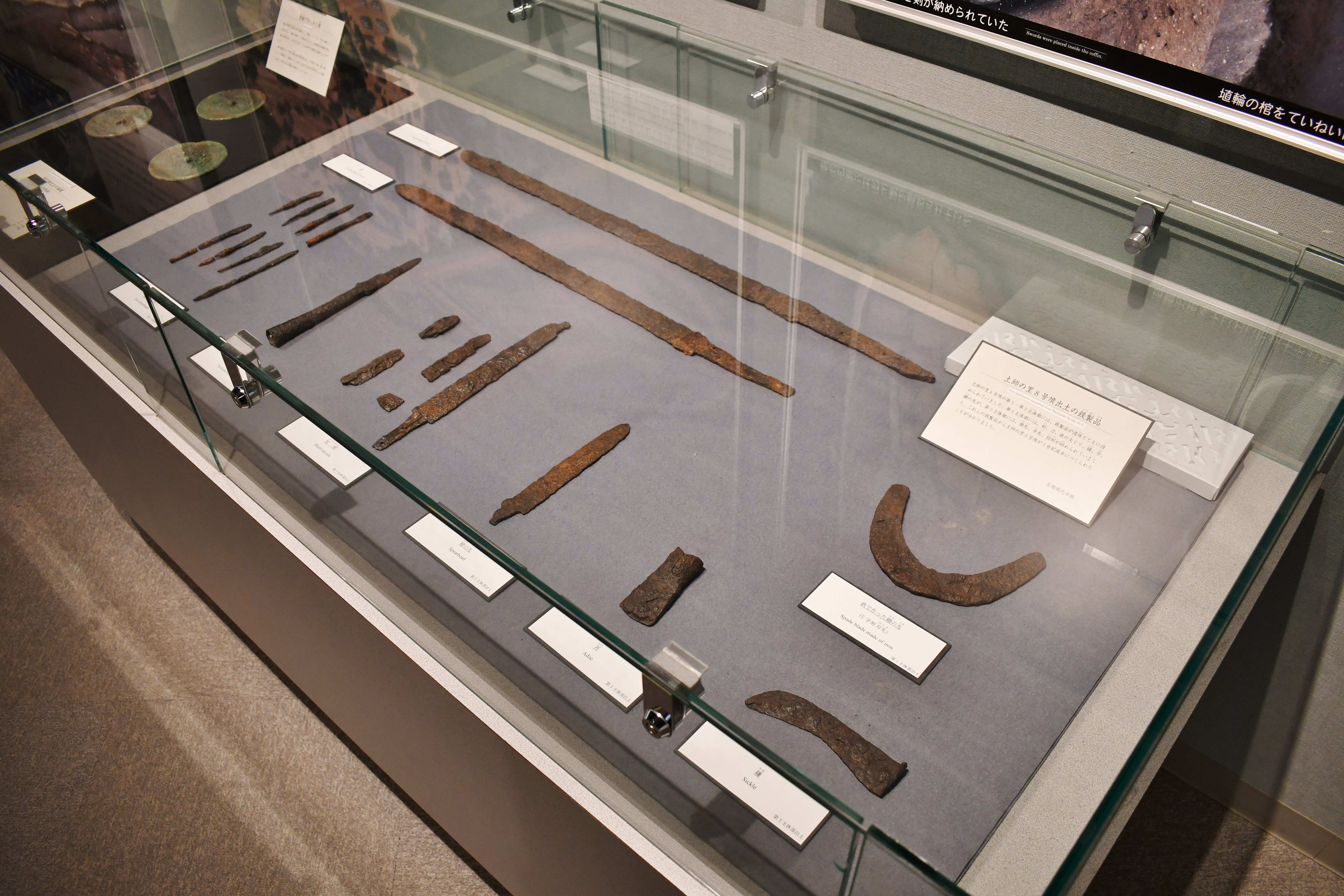
鉄製品アイセルシュラホール展示。

第1主体部（中央施設）出土
- 棺内
  - 鉄刀 1
  - 鉄剣 1

- 粘土槨上
  - 鉄鏃 8
  - 鉄斧 1
  - U字形鋤先 1
  - 鉄鎌 1

第2主体部（北施設）出土
- 棺内
  - 短剣 1以上

- 棺外
  - ヤリ先 1
  - 鉄鉾 1

## 文化財

### 藤井寺市指定文化財
- 有形文化財
  - 土師の里8号墳円筒棺及び鉄製品（考古資料） - 2024年（令和6年）3月14日指定。

## 関連施設
- 藤井寺市立にぎわい・まなび交流館（アイセルシュラホール）（藤井寺市藤井寺） - 土師の里8号墳の出土品を展示。

## 関連文献
（記事執筆に使用していない関連文献）
- 『土師の里8号墳』藤井寺市教育委員会〈藤井寺市文化財報告第11集 古市古墳群の調査研究報告II〉、1994年。